# Тортколь (Ордабасинський район)
Тортко́ль (каз. Төрткөл) — село у складі Ордабасинського району Туркестанської області Казахстану. Адміністративний центр Торткольського сільського округу.
Населення — 6917 осіб (2021; 6762 у 2009, 5991 у 1999, 5077 у 1989).